# ميشيل غايل
ميشيل غايل (بالإنجليزية: Michelle Gayle) هي مغنية وممثلة بريطانية، ولدت في 2 فبراير 1971 في لندن في المملكة المتحدة.

## وصلات خارجية
- ميشيل غايل على موقع IMDb (الإنجليزية)
- ميشيل غايل على موقع ميوزك برينز (الإنجليزية)
- ميشيل غايل على موقع أول ميوزيك (الإنجليزية)
- ميشيل غايل على موقع ديسكوغز (الإنجليزية)
- ميشيل غايل على موقع قاعدة بيانات الفيلم (الإنجليزية)